# 栖高温菌属
栖高温菌属為硫还原球菌目热网菌科的一属革兰氏阴性菌。栖息于海底热硫磺域。此属的模式种为丁酸栖高温菌(Hyperthermus )。

## 下属物种
- 丁酸栖高温菌 Hyperthermus butylicus Zillig et al. 1991